# 巴列卡斯桥区
巴列卡斯桥（西班牙語：Puente de Vallecas）是西班牙首都馬德里的21個區之一。在歷史上這裡曾属于市镇巴列卡斯（Vallecas）。巴列卡斯桥区下分為6個分区。
 维基共享资源上的相關多媒體資源：巴列卡斯桥区
40°23′54″N 3°40′09″W / 40.398204°N 3.669059°W